# Syrette
Сирет або шприц-тюбик (англ. syrette [sɪˈret]) — це пристрій для введення рідини за допомогою голки. Він схожий на шприц, за винятком того, що має закриту гнучку трубку (схожу на ту, яку зазвичай використовують для зубної пасти), замість жорсткої трубки та поршня. Він був розроблений фармацевтичним виробником Squibb, який згодом об'єднався з сучасною компанією Bristol-Myers Squibb.
Сирет з морфіном, який використовувався під час Другої світової війни, мав шпильку з дротяною петлею і захистом на кінці порожнистої голки, яка використовувалася для розриву пломби в місці, де голка була прикріплена до трубки. Це нагадує тюбик із суперклеєм. Після розриву пломби, шпильку знімали, порожнисту голку вводили під шкіру під невеликим кутом, а тюбик розтискали між великим і середнім пальцями (див. Підшкірна ін'єкція). Після ін'єкції використаний шприц приколювали до коміра солдата, якому робили ін'єкцію, щоб повідомити інших про введену дозу.
Американські збройні сили також розповсюджували атропін у сиретах. Згодом хімічні препарати почали розповсюджувати у формі автоінжектора.